# Alberto Bayo Giroud
Alberto Bayo Giroud (Camagüey (Cuba), 1892 - L'Havana, 1967) fou un militar i escriptor espanyol que lluità en el bàndol republicà de la Guerra Civil espanyola i en la revolució cubana. També escriví diverses obres.

## Biografia
De pare espanyol que lluità a les ordres de Valerià Weyler a la Guerra d'Independència cubana i de mare cubana, es traslladà de ben jove a Espanya i estudià a l'acadèmia militar d'Infanteria de Toledo, on es graduà com a aviador el 1916.
Fou traslladat al Protectorat Espanyol al Marroc, on lluità a les ordres de Francisco Franco. Estava, però, afiliat a l'UMRA (Unió Militar Republicana Antifeixista) i en l'aixecament colpista, ostentant el grau de capità, es va mantenir al costat de la República.
Col·laborà en la lluita contra els insurrectes al Principat de Catalunya, que no aconseguiren el seu objectiu i poc després decidí muntar una operació naval amb les columnes de Baleares i Uribarri per alliberar Mallorca i Eivissa, on sí que havia prosperat l'aixecament. La flota prengué Eivissa i Formentera, alliberant el poeta Rafael Alberti i la seva muller María Teresa León, i després de passar per Menorca, on no havia reeixit el cop, es desplaçà a Mallorca per començar la invasió. El desembarcament es produí el 16 d'agost de 1936 a Portocristo i les escaramusses duraren vint dies. La resistència dels insurrectes fou major de l'esperada, especialment per la compra d'hidroavions a Itàlia, pagats pel financer Joan March, que metrallaren la zona alliberada pels republicans. Atesa la manca de reforços - demanats per Bayo - les columnes expedicionàries s'hagueren de retirar vint dies després, prou ordenadament, després d'haver patit nombroses baixes. Bayo fou jutjat per l'afer, però en fou absolt finalment.
També participà en la batalla de Brunete i fou ascendit successivament a comandant i a tinent coronel. Havia de ser l'encarregat de preparar una columna guerrillera, però finalment es descartà el projecte i passà la major part de la guerra en el Ministeri de la Guerra com a agregat militar.
En acabar el conflicte el 1939, s'exilià a Mèxic i fou professor de l'escola d'aviació de Guadalajara. Allà, fou un dels instructors militars dels guerrillers cubans del Movimiento 26 de Julio, encapçalats per Fidel Castro. S'uní als guerrillers com a assessor i participà en la Revolució Cubana.
Morí el 1971 amb el grau de general de l'exèrcit cubà.

## Obra
- Cualquier cosilla (poesia), Espanya, 1911
- Mis cantos de aspirante (poesia), Espanya, 1911
- Cadetadas (poesía), Espanya, 1912
- Canciones del Alkázar (poesia), Espanya, 1914
- Juan de Juanes (novel·la), Espanya, 1926
- Uncida al yugo (novel·la), Espanya, 1926
- Dos años en Gomara, Espanya, 1928
- La guerra será de los guerrilleros, Espanya, 1937
- El tenorio laico (poesia), Espanya, 1938
- Mi desembarco en Mallorca, Mèxic, 1944 [reeditat a Mallorca el 1987]
- Tempestad en el Caribe, Mèxic, 1950
- Cámara, México (història), Mèxic, 1951
- El caballero de los tristes destinos (capitán Alonso de Ojeda), Mèxic, 1953
- Magallanes, el hombre más audaz de la tierra, Mèxic, 1953
- 150 preguntas a un guerrillero, Mèxic, 1955
- Fidel te espera en la Sierra (poesía), Mèxic, 1958
- Mis versos de rebeldía, Mèxic, 1958
- Sangre en Cuba (poesia), Mèxic, 1958
- Mi aporte a la revolución cubana, 1960
- El tenorio cubano (poesia), 1960
- Versos revolucionarios, 130 pp, 1960
- Mis versos, 223 pp, 1965